# Partido Punta Indio
Punta Indio ist ein Partido an der Atlantikküste der Provinz Buenos Aires in Argentinien. Er wurde 1994 aus Teilen des Partido Magdalena geschaffen. Laut einer Schätzung von 2019 hat der Partido 10.521 Einwohner auf 1.627 km². Der Verwaltungssitz ist die Ortschaft Verónica.

## Orte
Punta Indio ist in 6 Ortschaften und Städte, sogenannte Localidades, unterteilt.
- Verónica (Verwaltungssitz)
- Pipinas
- Punta del Indio
- Álvarez Jonte
- Las Tahonas
- Monte Veloz